# 신왕초등학교 (전북)
신왕초등학교는 대한민국 전라북도 고창군 공음면 왕제산로 502 (신대리)에 있었던 공립 초등학교이다.

## 연혁
- 1974년 3월 14일 설립인가
- 1975년 9월 1일 무장국민학교 신왕분교장 개교
- 1978년 3월 1일 신왕국민학교로 승격
- 1996년 3월 1일 신왕초등학교로 개칭
- 2006년 3월 1일 폐교